# دانشگاه کیمیونگ
دانشگاه کیمیونگ (انگلیسی: Keimyung University) به اختصار KMU یا Keimyung (کره ای: 啓明)، یک دانشگاه خصوصی واقع در دایگو، چهارمین شهر بزرگ کره جنوبی است. این دانشگاه در سال ۱۹۵۴ با حمایت رهبران کلیسای پروتستان شمالی ایالات متحده به عنوان یک دانشگاه مسیحی تأسیس شد.